# 小行星7153
小行星7153（英語：7153 Vladzakharov）是一颗围绕太阳公转的小行星。1975年12月2日，塔瑪拉·米哈伊洛夫那·斯米爾諾娃在克里米亚发现了此天体。
这颗小行星的绝对星等为59.61992622995497等。